# Ron Blackney
Ron Blackney, född 23 april 1933, död 14 juni 2008, var en australisk friidrottare. Han deltog vid olympiska sommarspelen 1956.